# Ziegeler Aue

Naturschutzgebiet Ziegeler Aue (November 2020)

Das Naturschutzgebiet Ziegeler Aue liegt auf dem Gebiet der Gemeinde Eichenzell und der Stadt Fulda im osthessischen Landkreis Fulda.
Das Gebiet erstreckt sich nordwestlich von Löschenrod, einem Ortsteil von Eichenzell, und südwestlich von Bronnzell, einem Stadtteil von Fulda, entlang der Fliede, eines linken Zuflusses der Fulda. Am westlichen Rand des Gebietes verläuft die Kreisstraße K 100, östlich verlaufen die Landesstraße L 3307 und die B 27.

## Bedeutung
Das 37,4 ha große Gebiet steht seit dem Jahr 1990 unter der Kennung 1631025 unter Naturschutz.